# Spiel der Erinnerung
Spiel der Erinnerung ist ein französischer Spielfilm von Julien Duvivier aus dem Jahre 1937 mit Marie Bell in der Hauptrolle. An ihrer Seite treten eine Fülle von weiteren Vorkriegsstars des französischen Kinos auf, darunter Harry Baur, Pierre Blanchar, Fernandel, Louis Jouvet, Raimu, Françoise Rosay und Pierre Richard-Willm. 

## Handlung
Christine de Guérande, eine gutsituierte und noch junge Witwe, findet nach dem Tode ihres Mannes beim Ordnen seiner Dokumente die Tanzkarte ihres ersten Balles wieder. Sie war damals gerade 16 Jahre alt. Jetzt, über ein Jahrzehnt später, beschließt sie in ihre eigene Vergangenheit zurückzureisen und jeden einzelnen ihrer Freunde, Verehrer und früheren Tanzpartner aufzusuchen. Deren Namen sind in dem Ballheftchen verewigt. Doch aus der von zahlreichen Hoffnungen gepflasterten, melancholischen Heimkehr in die eigene Jugend wird rasch eine einzige Aneinanderreihung tiefgehender Enttäuschungen. 
Einer der Tanzpartner, der junge Audié, ist bereits verstorben, und Christine trifft nur noch seine Mutter an. Von tiefem Kummer über den frühen Verlust gezeichnet, hat sich die verhärmte Frau in wahnhafte Wunschvorstellungen geflüchtet. Sie glaubt fest daran, dass ihr Junge jeden Moment heimkehren werde. Ein weiterer Verehrer von einst, der hagere Pierre Verdier, ist eine ebenso dubiose wie ruchlose Type geworden: Als Geschäftsführer eines Lokals mit höchst zweifelhaftem Ruf hat er sich darauf spezialisiert, mit juristischen Finten Unterweltganoven zu beraten. Der kompakte Alain Regnault hingegen, dessen Heiratsantrag Christine einst zurückgewiesen hatte, kam mit ihrer Entscheidung nicht zurecht und hat sich mittlerweile in ein Kloster zurückgezogen. Auf einen Kontakt zu seiner einst Angebeteten und ihrer von weltlichen Abgründen bestimmten Welt legt der Gottesmann jetzt keinen Wert mehr.
Als Christine ihren früheren Tanzpartner François Patusset, der einst eine große politische Karriere angestrebt hatte, überraschen will, platzt sie mitten in seine Hochzeit. Auch ihn hat das Leben in die Realität, auf den Boden der wenig glamourösen Tatsachen, zurückgeholt. Nun backt er sehr viel kleinere Brötchen: Er hat es gerade mal zum Bürgermeister eines kleinen Ortes geschafft, seine frisch Angetraute ist seine Haushälterin. Sehr viel mehr Hoffnung auf ein schönes Wiedersehen verspricht hingegen die neuerliche Begegnung mit dem attraktiven Eric Irvin. Man kommt sich näher, und für einen Moment scheint es, als könne dieses Spiel der Erinnerung in eine gemeinsame Zukunft münden. Doch Christine muss schließlich einsehen, dass Erics Liebe zu den Bergen und der Natur größer ist als zu ihr. Und so verlässt sie auch ihn mit leeren Händen.
Ihr Wiedersehen mit einem weiteren einstigen Verehrer und Tanzpartner, Thierry Raynal, erweist sich als absolute Katastrophe. Er ist zwar Arzt geworden, sein Leben spielt sich allerdings ausschließlich in menschlichen Abgründen ab. Raynal haust in einer verkommenen, finsteren Gegend und verdient seinen Lebensunterhalt vorwiegend mit Abtreibungen. Gänzlich anders entwickelt sich ihr Wiedersehen mit Fabien Coutissol, einer ausgesprochenen Frohnatur, die in beider Heimatstadt geblieben ist und sich den Lebensunterhalt als Friseur verdient. Er erweist sich als einziger Verehrer aus der Vergangenheit, mit dem Christine auch heute noch einen Ball wie den damaligen besuchen will. Doch ihr Versuch, damit die Vergangenheit und ihr Jungmädchendasein mit all den überbordenden Gefühlen von einst wieder heraufzubeschwören, muss letztendlich scheitern. Ihre Träume und Hoffnungen, diese Erinnerungen an ein unbeschwertes Teenagerleben damit wiederzubeleben, zerschellen an der Wirklichkeit, am hier und heute.
Christine ist zutiefst ernüchtert, ihre Heimkehr in ihr bisheriges Leben gleicht einer Flucht aus einer aus falscher Sehnsucht nach Jugend geborenen Suche. Um endgültig abschließen zu können, will sie noch ihren letzten Freund von einst aufsuchen. Doch er ist mittlerweile gestorben. Um dem ihr jetzt so leer erscheinenden Leben einen neuen Sinn zu geben, entschließt sich Christine, dessen nunmehr verwaisten Sohn bei sich aufzunehmen. Und sie will ihn auf seinen ersten Ball vorbereiten... 

## Produktionsnotizen
Gedreht wurde vom 20. März bis Juni 1937. Die Uraufführung von Spiel der Erinnerung fand am 8. September 1937 in Paris statt. In Deutschland wurde der Film erst zehn Jahre später, also nach dem Krieg (1947), erstmals gezeigt. In Österreich hingegen lief Spiel der Erinnerung noch 1938, kurz vor dem sog. Anschluss, an.
Für die Filmbauten zeichneten Serge Pimenoff, Paul Colin und Jean Douarinou verantwortlich.
In seinem Hollywooder Exil verfilmte Duvivier die Geschichte 1941 unter dem Titel Ein Frauenherz vergißt nie nochmals. Kurz darauf, 1942/43, adaptierte Hans H. Zerlett denselben Stoff für das deutsche Publikum unter dem Titel Reise in die Vergangenheit.

## Auszeichnungen
- Spiel der Erinnerung erhielt auf der Biennale von Venedig im August 1938 den Mussolini-Pokal.
- Ebenfalls 1938 erhielt der Film vom amerikanischen National Board of Review den NBR Award.
- 1939 wurde Spiel der Erinnerung in Tokio der Kinema-Jumpō-Preis verliehen.

## Kritiken
„Der Film hatte einen ungewöhnlichen Erfolg und machte das Genre des Episodenfilms populär. Seine Episoden sind künstlerisch sehr unterschiedlich. Am besten gelangen wohl die mit Jouvet und Blanchar, wobei letztere, zumal in der expressiven Bildgestaltung, ein wenig aus dem Rahmen fällt; aber auch die kurze Begegnung mit dem Pater hat Atmosphäre und Gewicht. Durchgehend gut sind die darstellerischen Leistungen.“

„Ein Klassiker des französischen Vorkriegsfilms, meisterhaft komponiert, aber nicht frei von Sentimentalitäten, der in einer Fülle unterschiedlicher Inszenierungsstile die verblaßten Jugendträume einer Frau erstehen läßt.“

„Considering its fame, this is a lumpy porridge of a picture, good in parts but often slow, pretentious and banal. Its gallery of actors is, however, unique.“